# 威权民主
威权民主又稱專制民主，是指威权国家中提倡的一種自稱是民主的統治形式。套用在法西斯主义或斯大林主义國家則稱為极权民主。威權民主最初由波拿巴主義發展和應用 。他們提倡應該讓最有资格的人统治國家，而不是由多数人统治國家。
1920至1970年代統治意大利、葡萄牙和西班牙的法西斯和準法西斯政權中，威權民主被推廣為替代自由民主的方案，以多黨制為基礎的民主被瓦解，取而代之的是忠於國家的社團主義。企業集團將人們結合成利益團體，向國家訴求，為落實國家的公共意志行事，從而實行有序的群眾統治:4-5。法西斯主义者曾经宣傳威权民主，他们明确拒绝传统的民主概念。法西斯主义者谴责自由民主制不是真正的民主，他们認為选举和议会无法代表国家的利益，自由民主制的多党选举不過只是一种使精英统治合法化的手段。希特勒譴責議會民主和多元選舉民主，但他一再表示納粹主義才是真正的民主，並呼籲“德國要實行民主”。1933年5月31日，纳粹德国宣传部长约瑟夫·戈培尔在发表演讲时将纳粹主义稱之为专制民主。纳粹政治理论家沃尔特·格哈特（Walter Gerhart）肯定了威权民主的概念，认为它能够将权威与人民的意志联系起来，他声称自由民主缺乏权威。